# Tuffi ai Giochi della XXX Olimpiade - Piattaforma 10 metri sincro femminile
La gara della piattaforma 10 metri sincro femminile dei Giochi di Londra 2012 è stata disputata il 31 luglio a partire dalle ore 15:00.
 Le coppie partecipanti sono state otto, in rappresentanza di altrettante federazioni. La gara si è svolta in un unico turno di finale in cui ogni coppia ha eseguito cinque tuffi.

## Risultati
| Pos.    | Nazione       | Atlete                               | Tot.   | T1    | T2    | T3    | T4    | T5    | Ord. |
| ------- | ------------- | ------------------------------------ | ------ | ----- | ----- | ----- | ----- | ----- | ---- |
| Oro     | Cina          | Chen Ruolin Wang Hao                 | 368.40 | 53.40 | 56.40 | 81.00 | 89.28 | 88.32 | 1    |
| Argento | Messico       | Paola Espinosa Alejandra Orozco      | 343.32 | 51.60 | 50.40 | 84.48 | 75.24 | 81.60 | 6    |
| Bronzo  | Canada        | Meaghan Benfeito Roseline Filion     | 337.62 | 53.40 | 52.80 | 75.60 | 72.26 | 82.56 | 8    |
| 4       | Australia     | Loudy Wiggins Rachel Bugg            | 323.55 | 52.20 | 50.40 | 72.90 | 70.29 | 77.76 | 3    |
| 5       | Gran Bretagna | Sarah Barrow Tonia Couch             | 321.72 | 54.00 | 53.40 | 68.16 | 68.40 | 77.76 | 5    |
| 6       | Germania      | Nora Subschinski Christin Steuer     | 312.78 | 53.40 | 49.80 | 76.80 | 64.38 | 68.40 | 4    |
| 7       | Malaysia      | Leong Mun Yee Pandelela Rinong Pamg  | 308.52 | 52.80 | 54.00 | 70.20 | 60.48 | 71.04 | 7    |
| 8       | Ucraina       | Julija Prokopčuk Viktorija Potechina | 299.64 | 51.60 | 49.80 | 68.16 | 64.80 | 65.28 | 2    |